# Inkinga
Inkinga é um gênero de gastrópodes pertencente a família Horaiclavidae.
Foi anteriormente incluído na subfamília Crassispirinae, família Turridae.

## Espécies
- Inkinga carnosa Kilburn, 2005
- Inkinga cockae (Kilburn, 1977)
- Inkinga platystoma (E. A. Smith, 1877)

Espécies trazidas para a sinonímia
- Inkinga macella J.C. Melvill, 1923: sinônimo de Inkinga platystoma (E.A. Smith, 1877)
- Inkinga macilenta J.C. Melvill, 1923: sinônimo de Inkinga platystoma (E.A. Smith, 1877)
- Inkinga ordinaria W.H. Turton, 1932: sinônimo de Inkinga platystoma (E.A. Smith, 1877)
- Inkinga prolongata W.H. Turton, 1932: sinônimo de Inkinga platystoma (E.A. Smith, 1877)
- Inkinga wilkiae G.B. Sowerby, 1889: sinônimo de Inkinga platystoma (E.A. Smith, 1877)